# پائولو استوپا
پائولو استوپا (ایتالیایی: Paolo Stoppa؛ ‏ ۶ ژوئن ۱۹۰۶ – ۱ مهٔ ۱۹۸۸) بازیگر اهل ایتالیا بود. 

## بخشی از فیلم‌شناسی
- روزی روزگاری در غرب
- روکو و برادرانش
- شادی زندگی
- پلنگ
- اسب کهر را بنگر
- بکیت
- ماجراهای ژرار
- طلای ناپل
- معجزه در میلان
- کنت دو مونت-کریستو
- چرخ و فلک ناپل
- کارتاژ در شعله‌های آتش
- کلبه ساحلی
- شاهزاده سیندرلا
- روسینی
- شهبانوی ناوارا
- زنی تنها
- نخستین شیره زفاف
- نغمه‌های جاویدان
- عاشقم باش، آلفردو!
- دام عشق
- کنت آکوئیلا
- آخرین رقص